# ナムグムダム
座標: 北緯18度32分 東経102度33分 / 北緯18.533度 東経102.550度

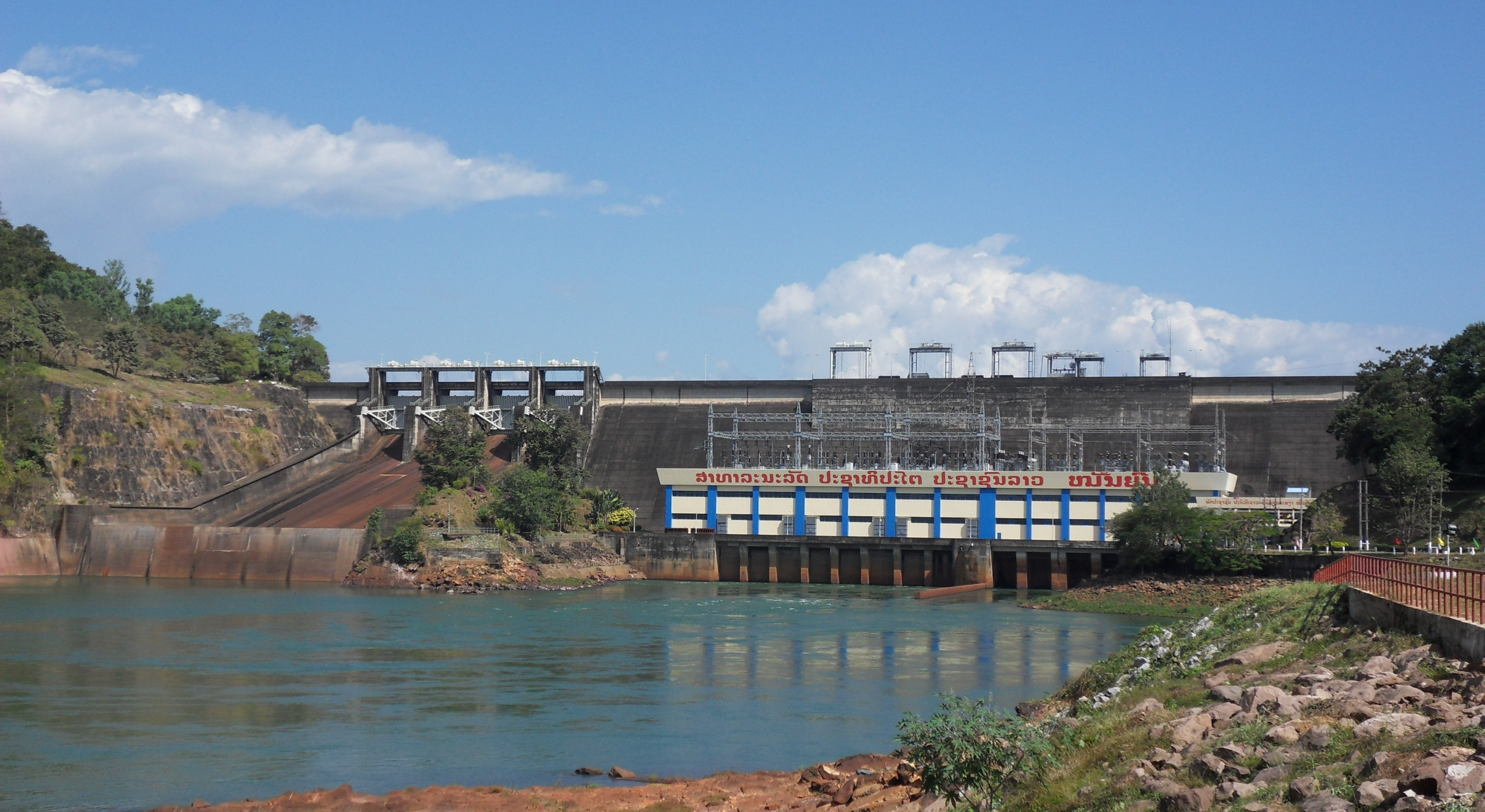
ナムグムダム（2011年）

ナムグムダム(Nam Ngum Dam)は、ラオスのヴィエンチャン県を流れるナムグム川(メコン川支流)に建設されたダム。

## 概要
ビエンチャンの北方約90kmの場所にあり、貯水池であるナムグム湖には南西の湖岸に水上レストランや湖上の島をめぐるクルーズなどの観光資源が開発され、日帰り観光地としても人気がある。

## 歴史
1958年、ラオスを訪れた日本工営の久保田豊がスパーヌウォンと面会した際に電力不足について相談を受け、ラオスが地形に恵まれ水も豊富なことから水力発電を行なうことを提案した。久保田は自らメコン川流域を調査し、1964年には久保田自ら世界銀行に乗り込んで融資交渉を行なった。この際には計画が過大であるとして融資を拒否されたが、タイ政府との交渉で余剰電力をタイ国内に売電する合意を取り付ける。再交渉も一旦は頓挫したものの、その後も交渉を継続してアメリカ合衆国のほか、日本・オーストラリア・カナダなどから資金援助を受けることで計画が進められることになった。
1968年に着工。多数の日本企業がダム建設や送電網の建設などに関与した。ラオス内戦で建設中のダム周辺はラオス王国とパテート・ラーオの勢力圏の境界となったが、スワンナ・プーマ首相により中立地帯に指定されて建設は続行された。ダムは1971年12月に完成し、1972年から発電を開始。当初は3万キロワットのタービン2基であったが、1975年には4万キロワットのタービン2基が追加され、1983年にも1基の追加が行われた。
ラオス国内での電力需要の増加により、2006年以降は発電する全量を首都圏に供給するようになっている。

## 完成による経済効果
当初は発電される電力の70～80%がタイへ送電されており、ラオスの重要な外貨収入源となっていた。また、ダム完成時に約250平方キロメートルのチークなどの森林が水没したが、それら木々の水中伐採も行われている。
完成前、河岸の村々では河川漁業がさかんであったが、ダム工事に伴い移住を余儀なくされた。その他にも様々な問題を抱えている。